# 수원화교중정소학교
수원화교중정소학교(水原華僑中正小學, Suwon Chinese International School)는 1946년에 경기도 지역에 거주하는 화교 자녀들의 모국어 및 모국 문화 교육을 위해 설립된 외국인학교이다. 이후 국제학교로 발전되어 현재는 화교 학생 외에 대만어 및 중국어를 배우려고하는한국학생들로 구성되어 있다. 경기도 수원시 팔달구에 위치하며 대지 4,000평방미터에 2개 동으로 구성되어 있다. 타이완 교육부의 커리큘럼을 기본으로 채택하고 있으며 가을 학년제로 운영된다.
초등부는 6년제로 7세에서 13세 학생을 대상으로 한다. 부속 유치원은 2년제로 5세에서 7세 아이들을 대상으로 한다. 수업은 중국어 위주로 진행되며 부가적으로 영어와 한국어 과목이 편성되어 있다.